# Sorry Seems to Be the Hardest Word
Singles de Elton John
Don't Go Breaking My Heart
(1976) Bite Your Lip (Get Up and Dance!)
(1976)
Sorry Seems to Be the Hardest Word est une chanson écrite par Elton John et Bernie Taupin, interprétée par Elton John, parue en 1976 dans son album Blue Moves.

## Version d'Elton John
| Classement (1976-77)            | Meilleure place |
| ------------------------------- | --------------- |
| Royaume-Uni (UK Singles Chart)  | 11              |
| États-Unis (Hot 100)            | 6               |
| États-Unis (Adult Contemporary) | 1               |
| Pays-Bas (Single Top 100)       | 14              |
| Pays-Bas (Dutch Single Tip)     | 1               |
| Nouvelle-Zélande (RMNZ)         | 7               |
| France (IFOP)                   | 19              |
| Italie (FIMI)                   | 9               |

## Reprises
Elle a notamment été reprise par Joe Cocker et le guitariste Francis Goya. De même, l'artiste jazz québécoise Térez Montcalm, sur l'album Voodoo (2006), parmi d'autres reprises (Sweet dreams de Eurythmics, Voodoo Child de Jimi Hendrix entre autres), interprète avec brio cette chanson. Elle a été reprise en duo avec Ray Charles (ce dernier se serait éteint un mois après son dernier enregistrement), pour son tout dernier album Genius Loves Company en 2004. En  2004, une version chantée par Mary J. Blige est présente sur l'album de la bande originale du film "Bridget Jones - L'Âge de Raison" (3:45).
En 2006, une interprétation par Jimmy Scott est proposée sur l'album Reprise ! When Jazz Meets Pop Vol.2.
En 2013, Sophie-Tith, la gagnante de la Saison 9 de Nouvelle Star fait une reprise pour son premier album.
Plus récemment en 2015 , reprise par Diana Krall , sur le disque WallFlower.
Une version en allemand a été réalisée par Anne Haigis (Nacht aus Glas) en 1994.
Une version en espagnol a été réalisée par Pedro Aznar (Ya no hay forma de pedir perdón) en 1993.
Salvatore Adamo en fait une adaptation en français en 2023, dans son album In French Please ! en 2023, sous le titre Désolé est bien le mot qui tue. Il s'est heurté longtemps à la difficulté de traduire en français «The Hardest word» avant de trouver «le mot qui tue».

## Version de Blue et Elton John
Singles de Blue et Elton John
One Love
(2002) U Make Me Wanna
(2003)
Clip vidéo
[vidéo] « Sorry Seems to Be the Hardest Word », sur YouTube
Sorry Seems to Be the Hardest Word a été reprise en 2002 par le boys band britannique Blue. La chanson a été enregistrée en collaboration avec Elton John, et a été le deuxième single de leur second album, One Love. Le single a atteint la première place dans le classement des singles au Royaume-Uni, et a également atteint le numéro un en Hongrie et aux Pays-Bas.
Elle a remporté le prix de la meilleure chanson internationale de l'année aux NRJ Music Awards en 2004,.

### Listes des pistes
| 1. | Sorry Seems to Be the Hardest Word (Radio Edit)            | 3:31 |
| 2. | Lonely This Christmas                                      | 2:08 |
| 3. | Sorry Seems to Be the Hardest Word (Ruffin Ready Soul Mix) | 3:51 |
| 4. | Recording Studio Footage                                   | 3:30 |

| 1. | Sorry Seems to Be the Hardest Word (Radio Edit) | 3:31 |
| 2. | Album Medley                                    | 5:44 |
| 3. | Sweet Thing                                     | 3:38 |
| 4. | Sorry Seems to Be the Hardest Word (Video)      | 3:31 |

| 1. | Sorry Seems to Be the Hardest Word (Radio Edit) | 3:31 |
| 2. | Album Medley                                    | 5:44 |
| 3. | Sweet Thing                                     | 3:38 |

### Crédits
Crédits provenant de Tidal .
| Blue - Antony Costa – interprète associé - Duncan James – interprète associé - Lee Ryan – interprète associé - Simon Webbe – interprète associé | - Elton John – interprète associé, compositeur - Bernie Taupin – compositeur - Mikkel S. Eriksen (StarGate) – interprète associé, production - Tor Erik Hermansen (StarGate) – interprète associé, production - Mikkel SE – interprète associé - Hallgeir Rustan – interprète associé - Tore Reppe – interprète associé - Neil Tucker – personnel du studio - Ron Warshaw – personnel du studio |

### Classements et certifications
| Classement (2002–03)                    | Meilleure position |
| --------------------------------------- | ------------------ |
| Allemagne (Media Control AG)            | 3                  |
| Australie (ARIA)                        | 43                 |
| Autriche (Ö3 Austria Top 40)            | 4                  |
| Belgique (Flandre Ultratop 50 Singles)  | 3                  |
| Belgique (Wallonie Ultratop 50 Singles) | 4                  |
| Canada (Canadian Singles Chart)         | 7                  |
| Danemark (Tracklisten)                  | 5                  |
| Écosse (OCC)                            | 1                  |
| Espagne (PROMUSICAE)                    | 7                  |
| Europe (Eurochart Hot 100)              | 2                  |
| France (SNEP)                           | 6                  |
| Grèce (IFPI)                            | 3                  |
| Hongrie (Rádiós Top 40)                 | 1                  |
| Irlande (IRMA)                          | 3                  |
| Italie (FIMI)                           | 4                  |
| Norvège (VG-lista)                      | 2                  |
| Nouvelle-Zélande (RMNZ)                 | 5                  |
| Pays-Bas (Nederlandse Top 40)           | 1                  |
| Pays-Bas (Single Top 100)               | 1                  |
| Portugal (AFP)                          | 5                  |
| Roumanie (Romanian Top 100)             | 5                  |
| Royaume-Uni (UK Singles Chart)          | 1                  |
| Suède (Sverigetopplistan)               | 2                  |
| Suisse (Schweizer Hitparade)            | 3                  |

| Classement (2002)              | Position |
| ------------------------------ | -------- |
| Royaume-Uni (UK Singles Chart) | 34       |

| Classement (2003)               | Position |
| ------------------------------- | -------- |
| Allemagne (GfK Entertainment)   | 24       |
| Autriche (Ö3 Austria Top 40)    | 29       |
| Belgique (Flandre Ultratop 50)  | 29       |
| Belgique (Wallonie Ultratop 50) | 10       |
| France (SNEP)                   | 28       |
| Italie (FIMI)                   | 24       |
| Nouvelle-Zélande (RIANZ)        | 25       |
| Pays-Bas (Nederlandse Top 40)   | 2        |
| Pays-Bas (Single Top 100)       | 4        |
| Roumanie (Romanian Top 100)     | 11       |
| Royaume-Uni (UK Singles Chart)  | 90       |
| Suède (Sverigetopplistan)       | 20       |
| Suisse(Schweizer Hitparade)     | 26       |

#### Certifications
| Pays | Certification | Ventes certifiées |
| --- | ------------- | ----------------- |
| Belgique (BEA) | Or            | 25 000*           |
| France (SNEP) | Or            | 250 000*          |
| Pays-Bas (NVPI) | Or            | 400 000^          |
| Royaume-Uni (BPI) | Or            | 400 000‡          |
| Suisse (IFPI) | Or            | 20 000x           |
| *Ventes selon la certification ^Mise en rayon selon la certification xNon précisé par la certification ‡ventes/streaming selon la certification |               |                   |